# 相連長型大廈

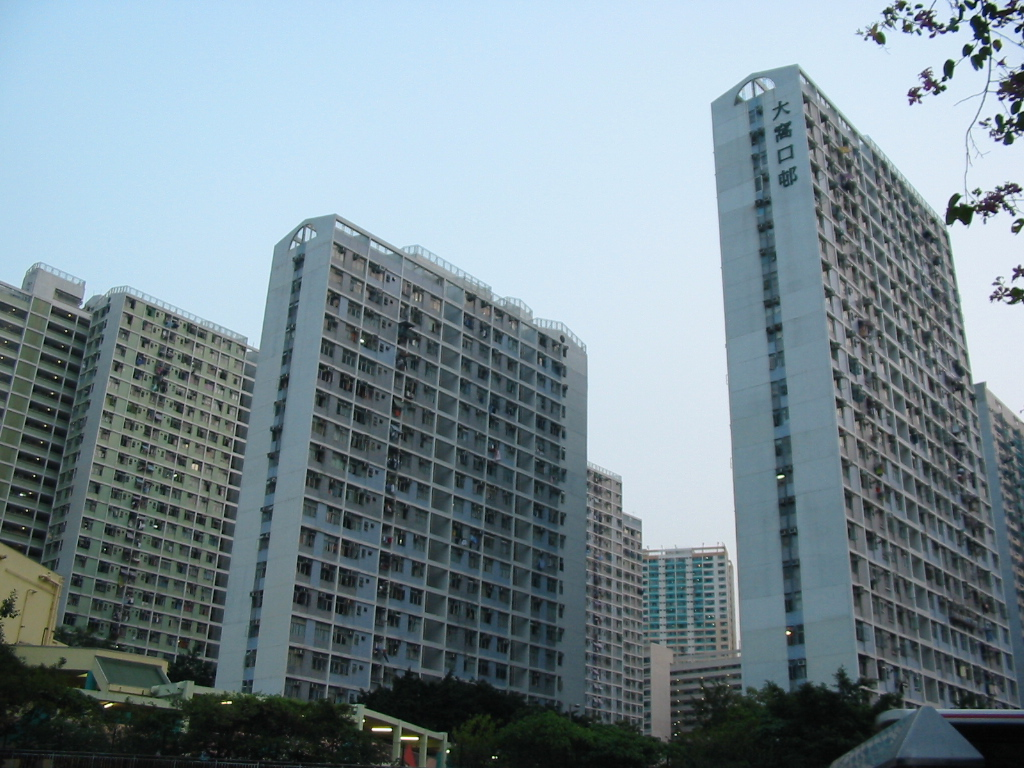
大窩口邨的相連長型大廈。

相連長型大廈是香港公共屋邨大廈的其中一種標準建築設計，分為第1款、第2款（沒有興建）、第3款、L款及L2款（沒有興建），於1986年至1994年期間落成的公共屋邨中最為常見。

## 簡介[1]
相連長型大廈於1984年發表，其樓宇設計，外觀較長而窄（類似特別設計工字型大廈），加上設計較靈活，亦能夠隨意變更樓宇高度（由8-27層不等）及翼尾單位類型以節省樓宇佔地，所以這個樓宇設計經常採用於徙置大廈的重建工程、面積較小的地盤及受高度限制的地盤，所以相連長型的樓宇大多數於樂富、黃大仙、深水埗及葵涌等地找到。
首批落成的相連長型大廈是位於九龍深水埗區石硤尾大坑東邨東輝樓，於1986年3月落成；而最後落成的相連長型大廈是觀塘翠屏（北）邨翠樟樓，1994年10月才落成，翠樟樓更是唯一一座樓宇落成時已全部單位皆安裝鋁窗的相連長型大廈。
1998年香港房屋委員會推出租者置其屋計劃，讓租戶以合理價錢購買現居的單位，而租者置其屋計劃中出售的屋邨全部都是於1980年代後期至1992年或之前（東頭邨彩東、興東及祥東樓及翠屏（北）邨翠樟樓除外，分別在1993及1994年完工）落成的屋邨（屋邨如果有和諧式大廈，就不作出售），所以大部份納入租者置其屋計劃中出售的屋邨中，部份皆擁有相連長型。而有採用過的相連長型大廈設計分為3款，分別是相連長型第1款、相連長型第3款及相連長型L款，以標準設計的相連長型第1款、相連長型第3款及相連長型L款來說，每層分別共擁有14個、20個及12個單位，而層數多於22層或以上的樓宇頂層會比其它層少6個單位。由於1980年代後期開始對於小型單位有需求，當中部份相連長型第1款及相連長型第3款位於兩端或樓宇中央的其中一個單位被分為2個俗稱「劏房」的單位，而這類小型單位不設露台，有鑑於此，其晾衣架設於客廳的窗戶，有別於其它標準相連長型大廈的單位。而相連長型大廈的樓宇層數由11層至27層不等。
相連長型大廈提供多種類型及面積的單位，由1-2人「劏房」到可間三房的大型單位均俱備，建築師設計屋邨時亦可自由選擇翼尾的單位配搭，更可選擇一邊翼尾興建小單位而另一邊興建大單位，提高靈活性。部份相連長型大廈的單位面積較大，僅次於雙工字型大廈，最大單位建築面積更達700餘平方呎。

## 類型[1]

### 相連長型第一款
相連長型第一款興建的數目最多，共興建了64座。這款樓宇中以橫頭磡邨佔的數目最多。外型是由2座長型平行相連而成，整座樓宇大部份位置皆設有開放式走廊，每層設有14-16個單位不等。

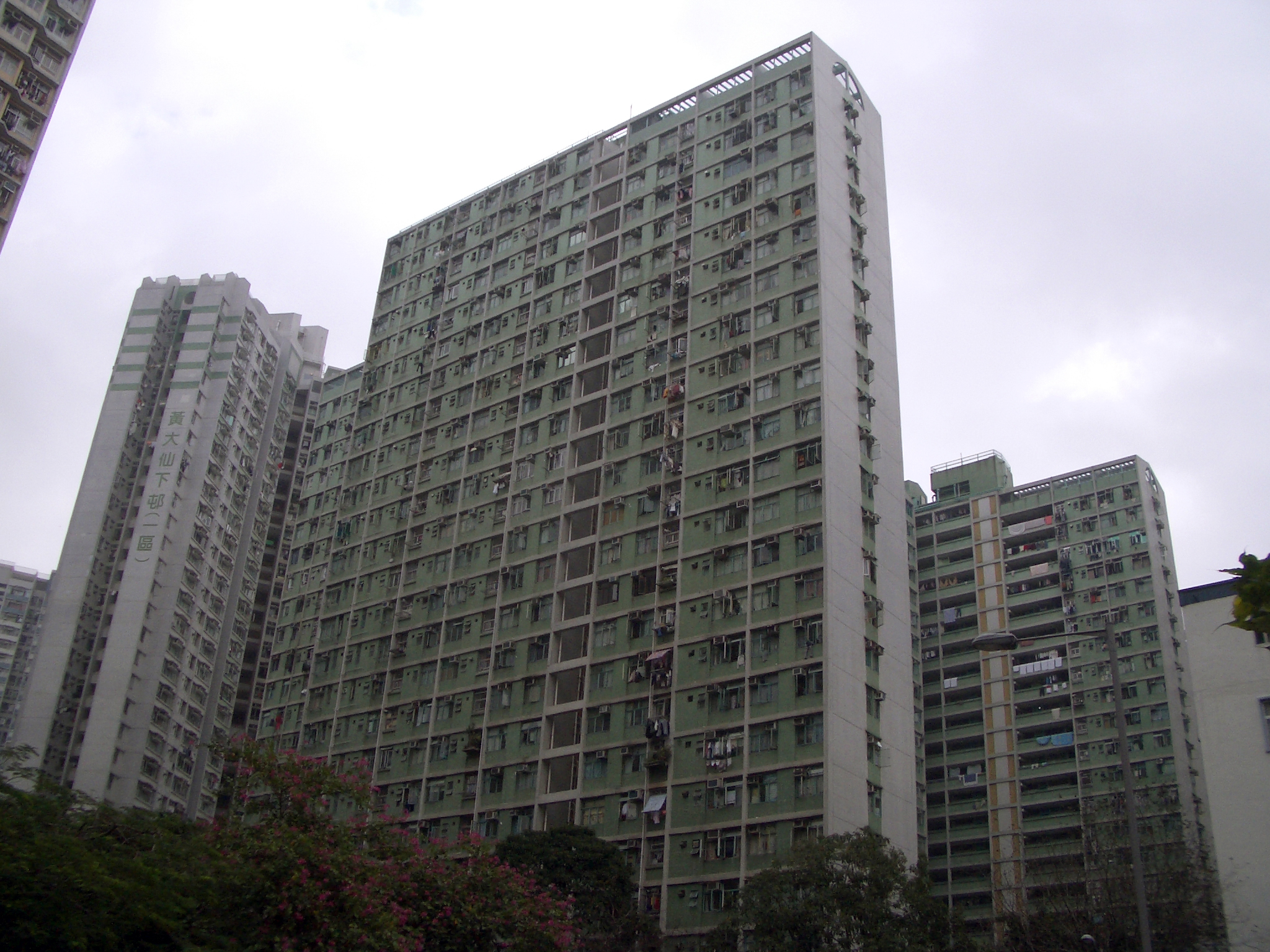
黃大仙下邨龍榮樓
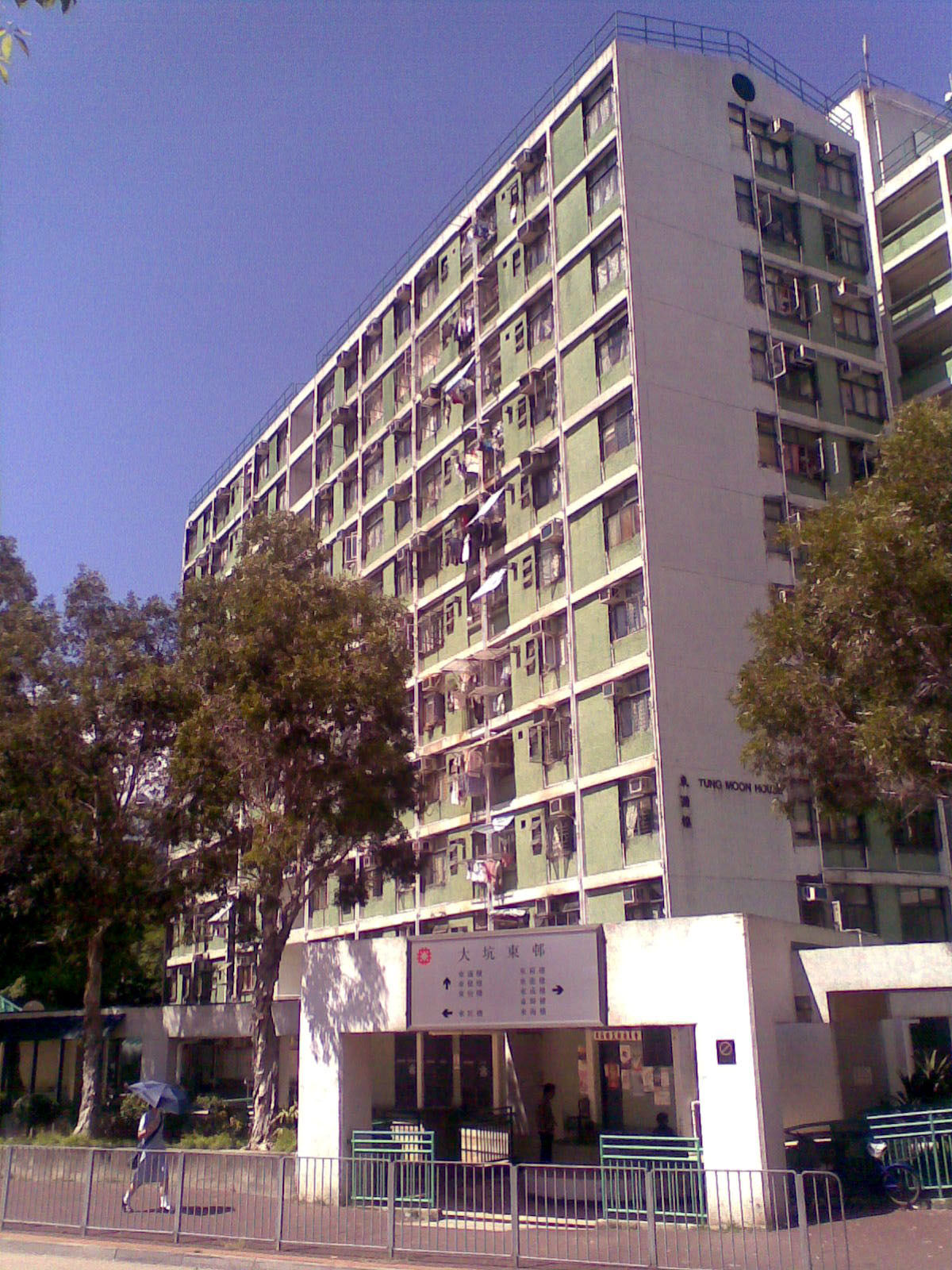
深水埗大坑東邨東滿樓，大坑東邨各座相連長型大廈只興建了11層
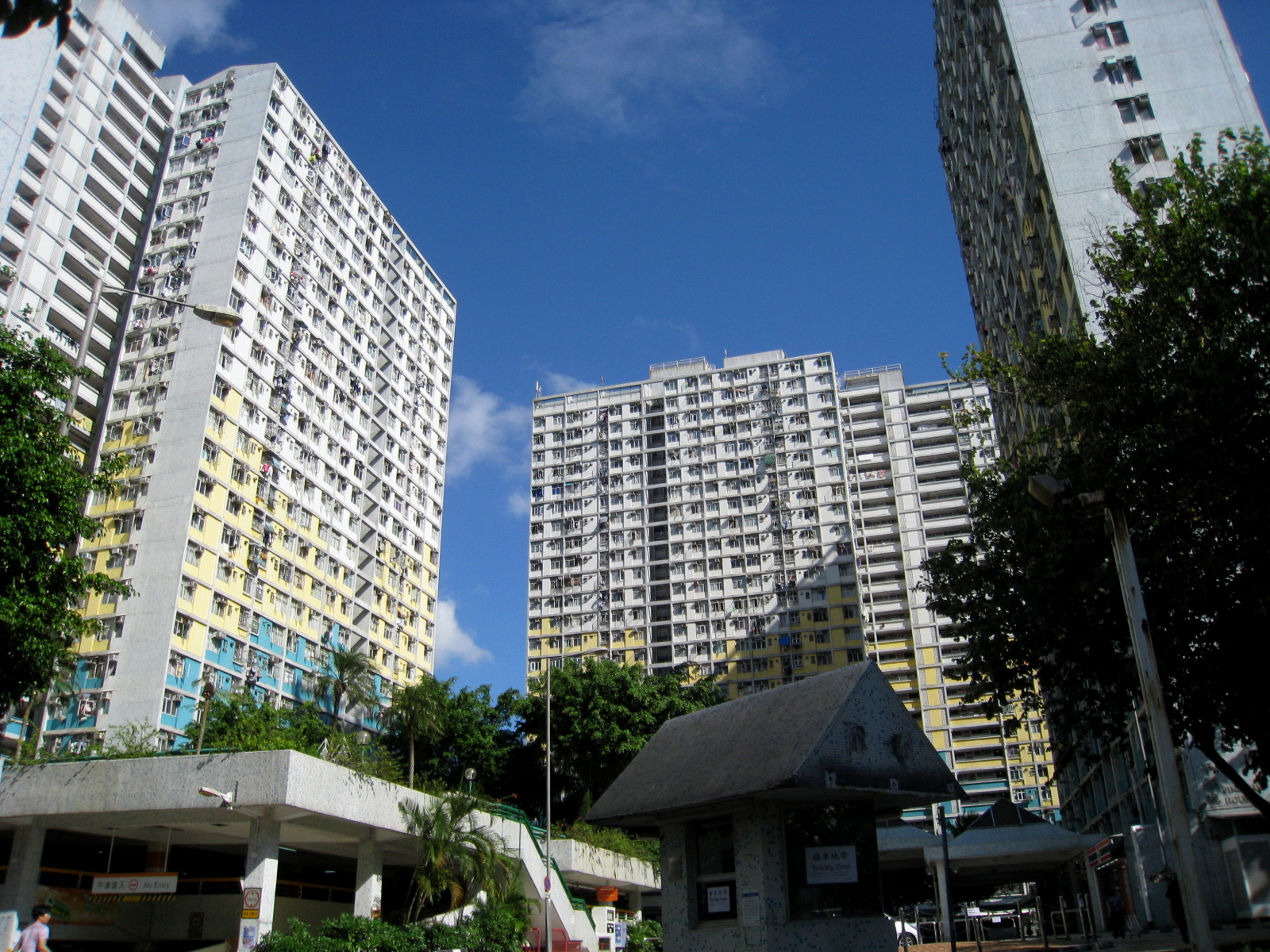
上水太平邨
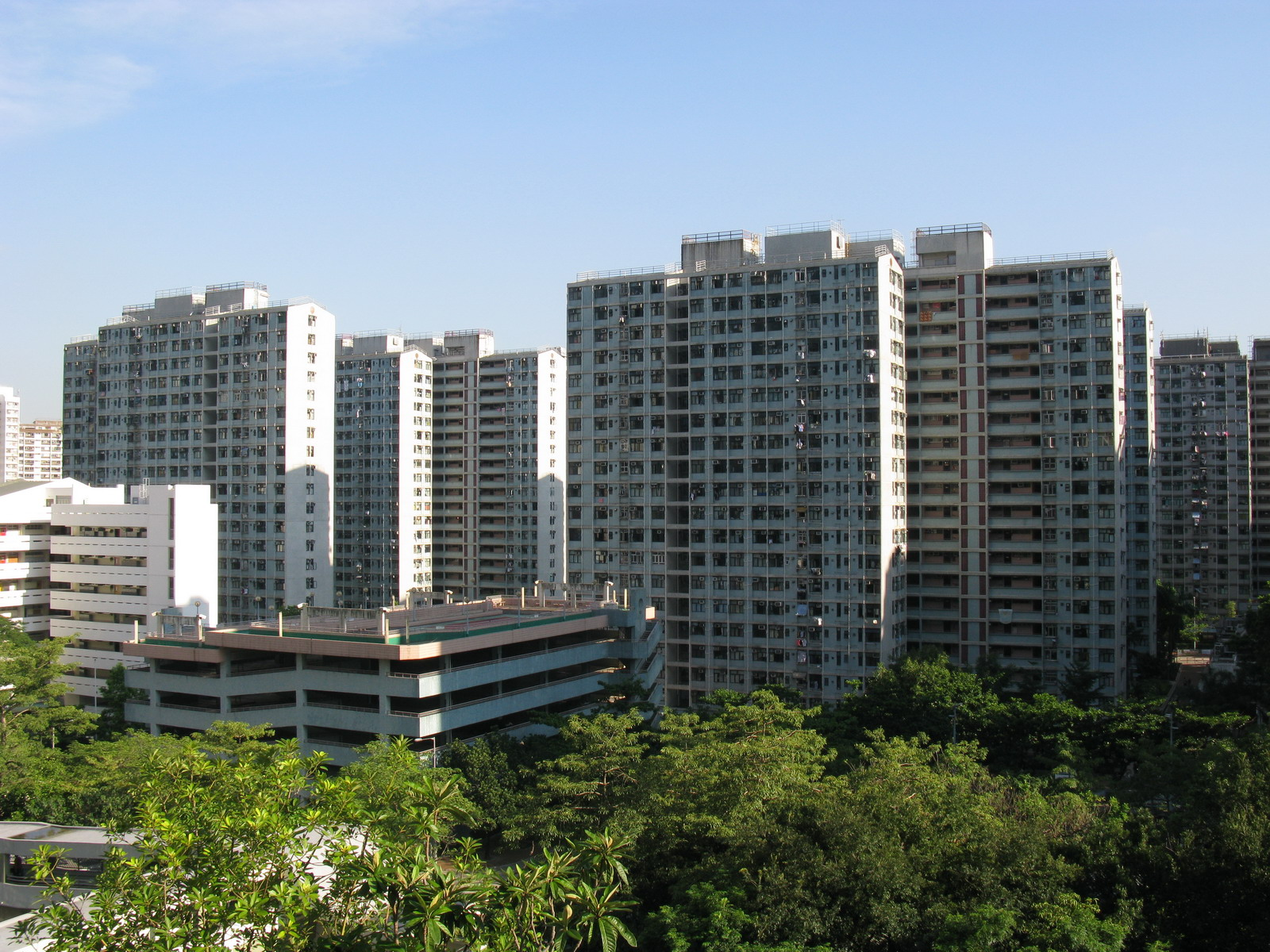
橫頭磡邨

### 相連長型第二款
相連長型第二款是以相連長型第一款為藍本，並沒有興建；房署原擬將此型號樓宇設計應用於黃大仙下邨二區，但因原有大廈住戶遷出計劃延誤，適逢和諧式大廈設計推出，而當時樁基工程仍未展開，最後改為建造和諧三型大廈。外型是由2座相連長型第一款（其中一座是鏡射反轉）所合併而成、呈「品」字形（類似部份三座相連工字型大廈），整座樓宇大部份位置皆設有開放式走廊，不過相比第一款、刪除了合併位置的四個尾端單位，每層設有24個單位不等。

### 相連長型第三款
相連長型第三款是以相連長型第一款為藍本，共興建了19座。這款樓宇中以南昌邨佔的數目最多。外型是由3座長型平行相連而成，除了中央翼外，其餘的位置皆設有開放式走廊，每層設有20-22個單位不等。

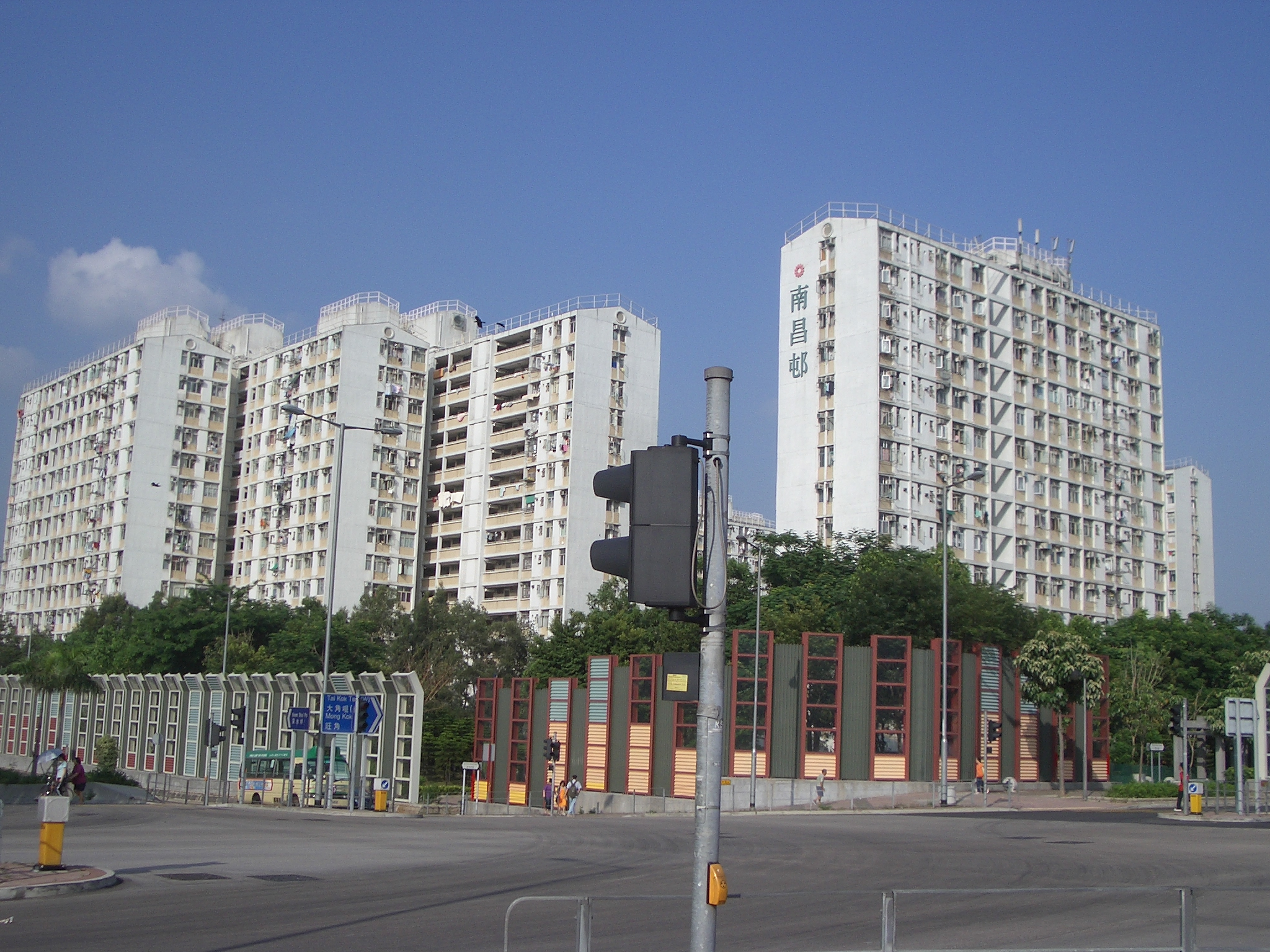
南昌邨的昌遜樓、昌逸樓及昌哲樓
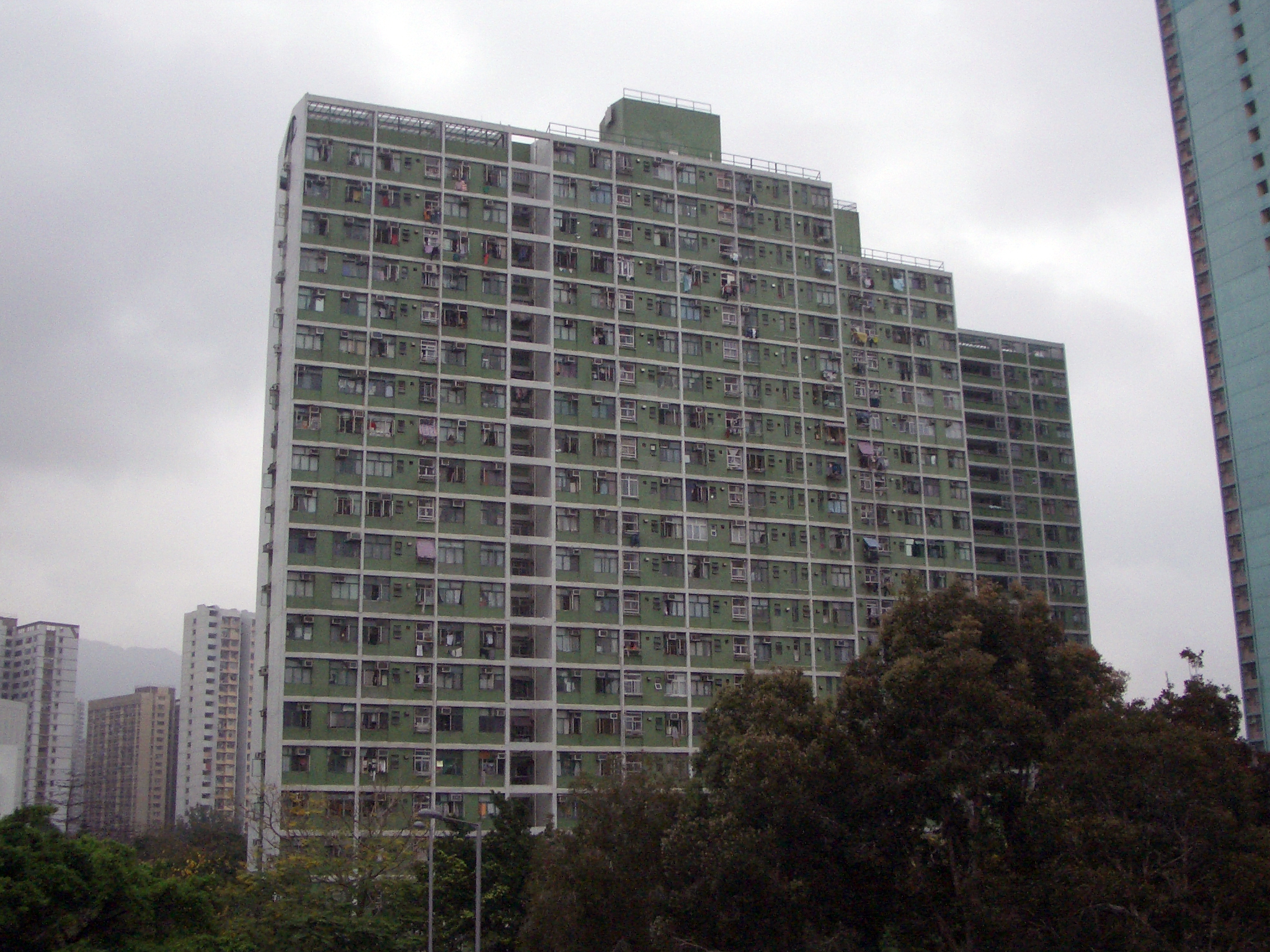
樂富邨樂東樓
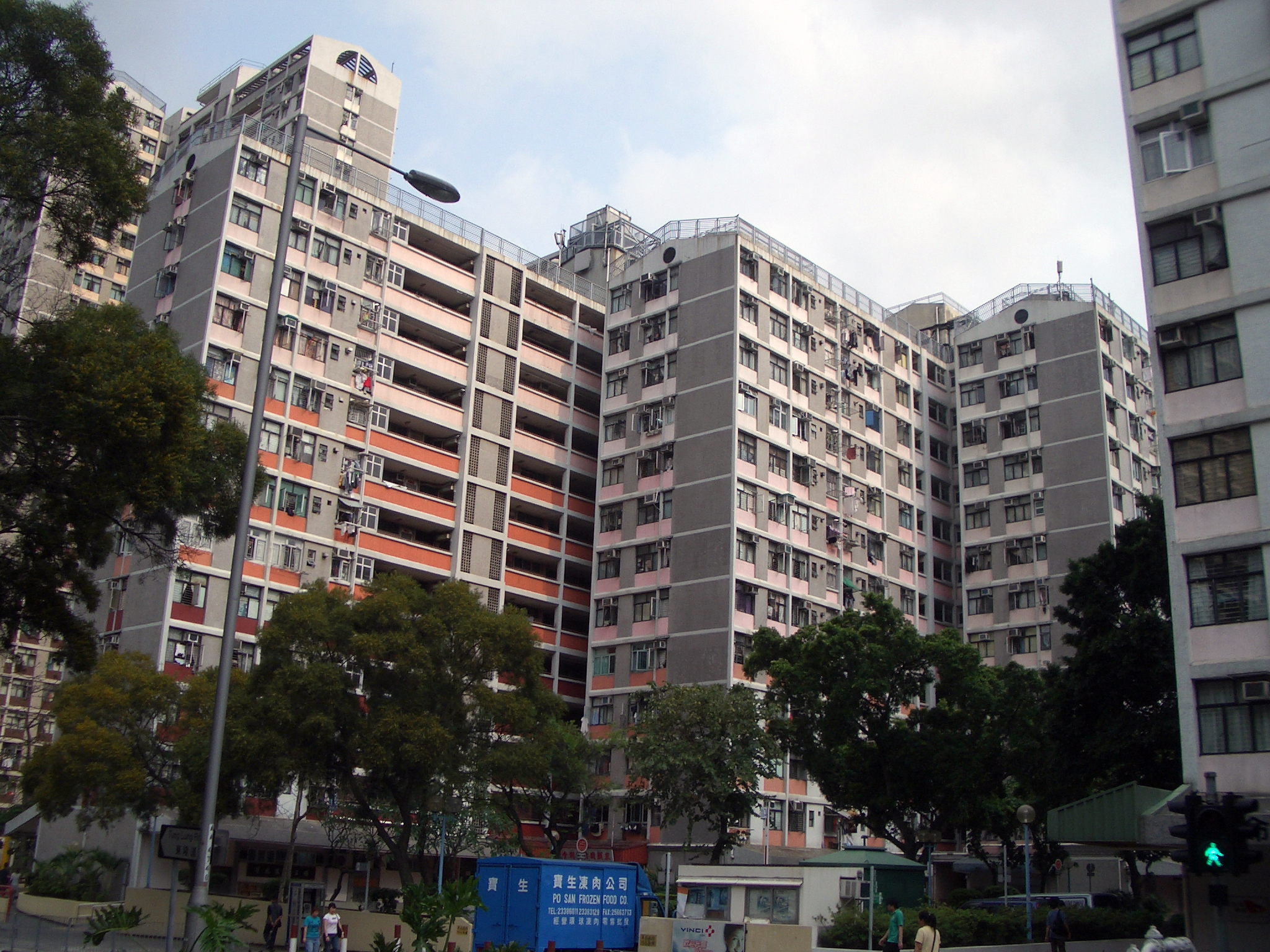
東頭邨旺東樓
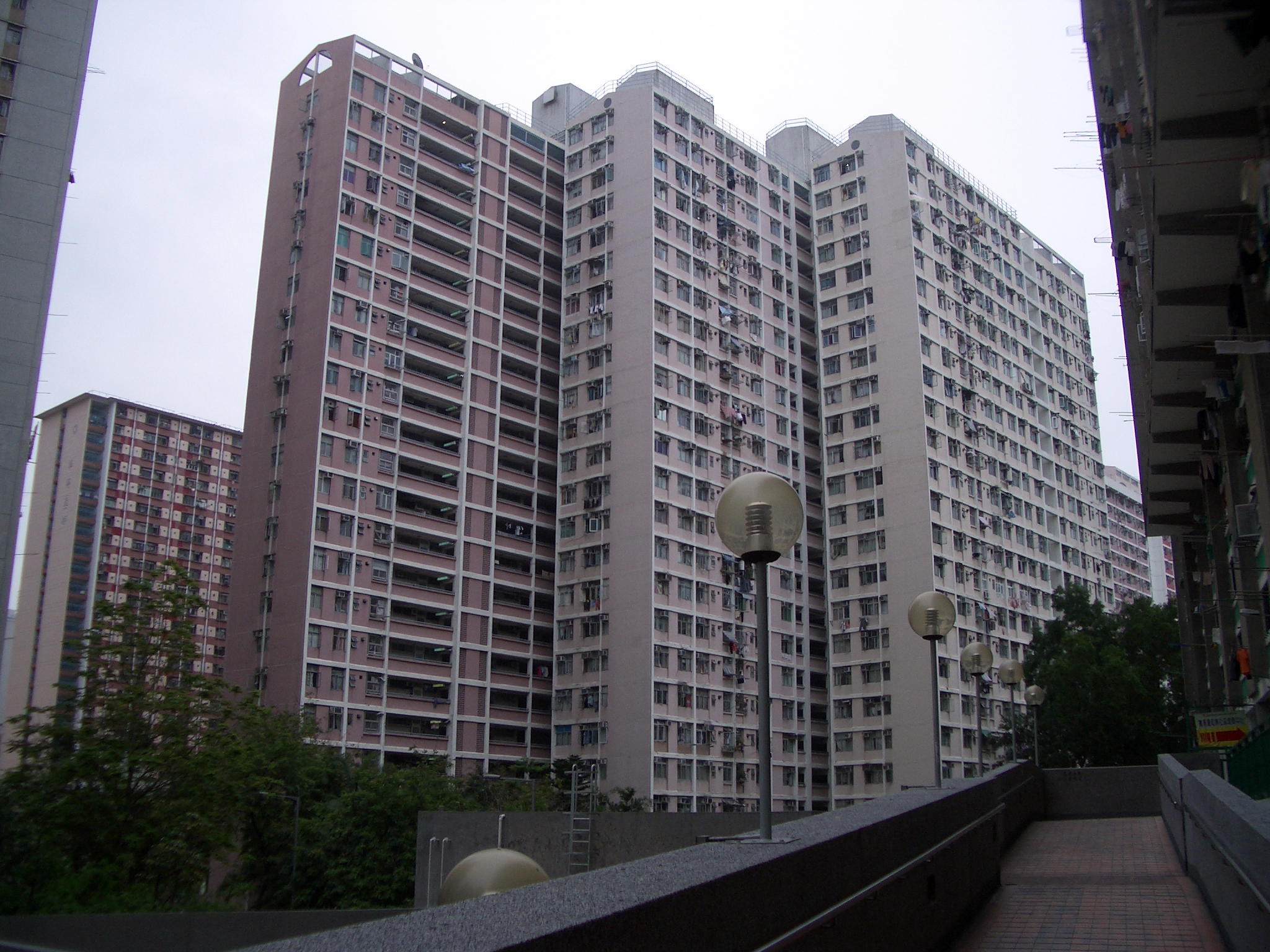
翠屏(北)邨翠梅樓

### 相連長型L款
相連長型L款全港只興建4座，更是相連長型大廈中唯一不作出售的型號。這款樓宇中橫頭磡邨（宏光及宏顯）及大窩口邨（富平及富秀）各佔2座。外型呈「L」字形，整座樓宇大部份位置皆設有開放式走廊，每層設有12個單位。

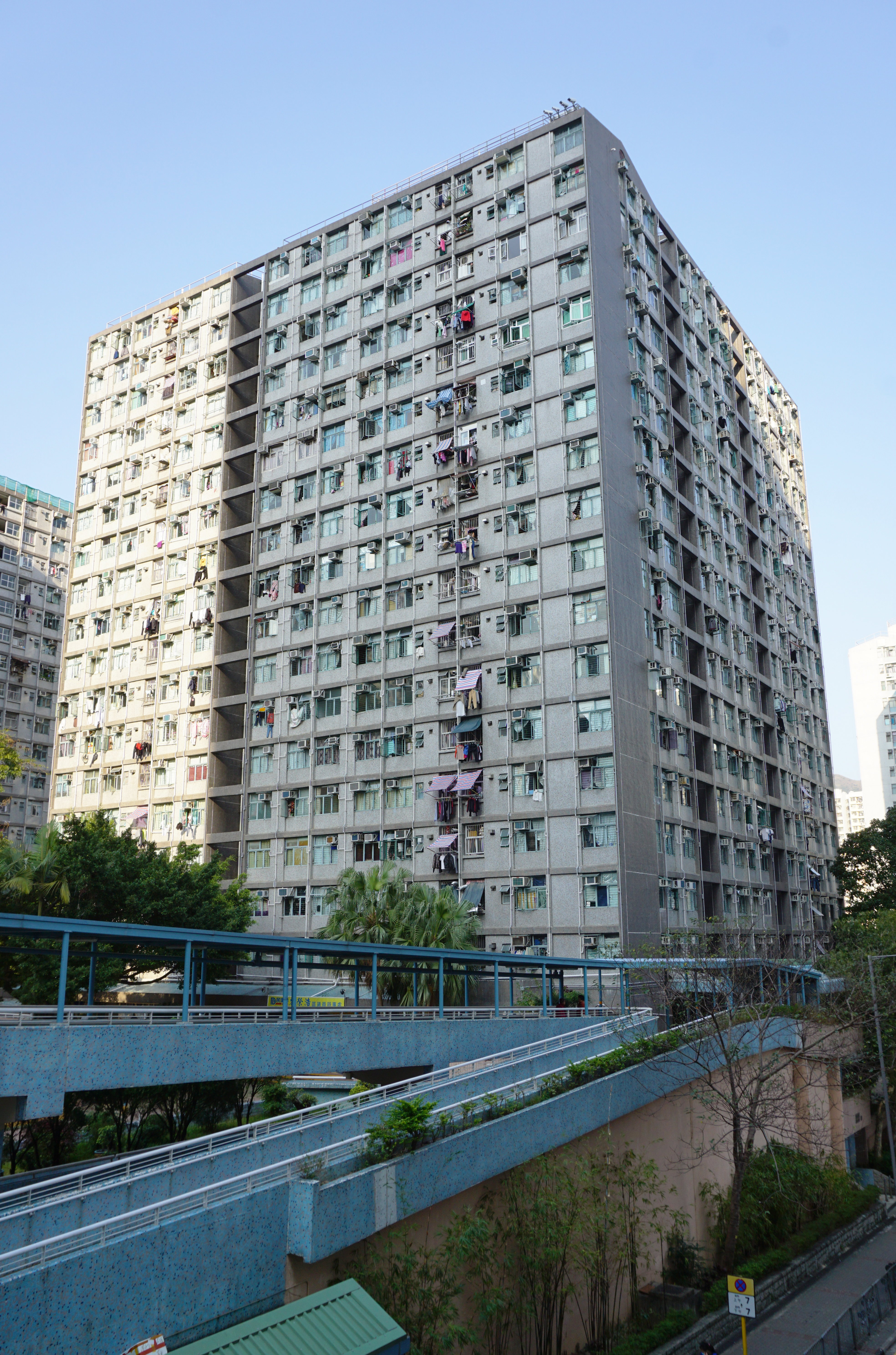
橫頭磡邨宏顯樓

### 相連長型L2款
相連長型L2款並沒有興建，比起第二款、更是從未實際應用，亦沒有真正出現於任何房屋項目的擬建方案。這款樓宇外型呈「V」字形，類似呈135度展開的新長型大廈。整座樓宇大部份位置皆設有開放式走廊，大廈中間更設有一個B型鑽石形單位，每層設有12個單位。

## 擁有相連長型大廈的公共屋邨[1]
| 所屬地區 | 屋邨名稱         | 樓宇名稱                                  | 所屬款式      | 落成年份 | 承建商           | 備註                                     |
| -------- | ---------------- | ----------------------------------------- | ------------- | -------- | ---------------- | ---------------------------------------- |
| 東區     | 小西灣邨         | 瑞滿樓 瑞益樓 瑞發樓 瑞福樓 瑞盛樓        | 相連長型第1款 | 1990年   | 中國建築         |                                          |
| 深水埗區 | 大坑東邨         | 東輝樓 東海樓 東成樓 東裕樓 東滿樓 東旺樓 | 相連長型第1款 | 1986年   | 德榮建築         |                                          |
| 深水埗區 | 南昌邨           | 昌謙樓 昌安樓                             | 相連長型第1款 | 1989年   | 順成建築         |                                          |
| 深水埗區 | 南昌邨           | 昌遜樓 昌逸樓 昌哲樓 昌頌樓 昌賢樓        | 相連長型第3款 | 1989年   | 順成建築         |                                          |
| 深水埗區 | 李鄭屋邨         | 和睦樓 廉潔樓 禮讓樓                      | 相連長型第3款 | 1989年   | 耀榮建築         |                                          |
| 深水埗區 | 李鄭屋邨         | 道德樓                                    | 相連長型第1款 | 1989年   | 耀榮建築         |                                          |
| 黃大仙區 | 橫頭磡邨         | 宏基樓 宏業樓                             | 相連長型第1款 | 1989年   | 德榮建築         |                                          |
| 黃大仙區 | 橫頭磡邨         | 宏澤樓 宏富樓 宏興樓                      | 相連長型第1款 | 1987年   | 大韓造船         |                                          |
| 黃大仙區 | 橫頭磡邨         | 宏亮樓 宏頌樓 宏照樓 宏孝樓               | 相連長型第1款 | 1990年   | 朱祥興建築       |                                          |
| 黃大仙區 | 橫頭磡邨         | 宏安樓                                    | 相連長型第1款 | 1988年   | 大韓造船         |                                          |
| 黃大仙區 | 橫頭磡邨         | 宏光樓 宏顯樓                             | 相連長型L款   | 1987年   | 大韓造船         |                                          |
| 黃大仙區 | 橫頭磡邨         | 宏德樓                                    | 相連長型第3款 | 1988年   | 德榮建築         |                                          |
| 黃大仙區 | 樂富邨           | 樂東樓                                    | 相連長型第3款 | 1989年   | 聯星建築         |                                          |
| 黃大仙區 | 東頭（二）邨     | 旺東樓                                    | 相連長型第3款 | 1987年   | 順成建築         |                                          |
| 黃大仙區 | 東頭（二）邨     | 興東樓 祥東樓                             | 相連長型第3款 | 1993年   | 煥利建築         |                                          |
| 黃大仙區 | 東頭（二）邨     | 安東樓                                    | 相連長型第3款 | 1988年   | 順成建築         |                                          |
| 黃大仙區 | 東頭（二）邨     | 彩東樓                                    | 相連長型第1款 | 1993年   | 煥利建築         |                                          |
| 黃大仙區 | 東頭（二）邨     | 欣東樓 逸東樓 盈東樓 盛東樓 茂東樓        | 相連長型第1款 | 1988年   | 有利建築         |                                          |
| 黃大仙區 | 東頭（二）邨     | 偉東樓 榮東樓 柏東樓                      | 相連長型第1款 | 1990年   | 順成建築         |                                          |
| 黃大仙區 | 黃大仙下（一）邨 | 龍康樓                                    | 相連長型第1款 | 1990年   | 瑞安建業         |                                          |
| 黃大仙區 | 黃大仙下（一）邨 | 龍順樓 龍榮樓 龍華樓                      | 相連長型第1款 | 1989年   | 瑞安建業         |                                          |
| 黃大仙區 | 黃大仙下（一）邨 | 龍澤樓                                    | 相連長型第1款 | 1991年   | 中國水利電力     |                                          |
| 觀塘區   | 順天邨           | 天暉樓 天榮樓 天樂樓                      | 相連長型第1款 | 1989年   | 均利建築         |                                          |
| 觀塘區   | 翠屏北邨         | 翠樟樓                                    | 相連長型第1款 | 1994年   | 其士（建築）     | 原稱翠屏邨翠樟樓                         |
| 觀塘區   | 翠屏北邨         | 翠梓樓 翠柳樓                             | 相連長型第1款 | 1989年   | 廣東水利水電工程 | 原稱觀塘（翠屏道）邨及翠屏邨翠梓、翠柳樓 |
| 觀塘區   | 翠屏北邨         | 翠柏樓 翠榆樓                             | 相連長型第1款 | 1990年   | 中國建築         | 原稱觀塘（翠屏道）邨及翠屏邨翠柏、翠榆樓 |
| 觀塘區   | 翠屏北邨         | 翠梅樓                                    | 相連長型第3款 | 1990年   | 中國建築         | 原稱觀塘（翠屏道）邨及翠屏邨翠梅樓       |
| 觀塘區   | 翠屏南邨         | 翠櫻樓                                    | 相連長型第3款 | 1989年   | 中國建築         | 原稱觀塘（翠屏道）邨及翠屏邨翠櫻樓       |
| 北區     | 太平邨           | 樓 平靜樓 平熙樓 平易樓                   | 相連長型第1款 | 1989年   | 朱祥興建築       |                                          |
| 葵青區   | 葵盛東邨         | 盛豐樓 盛喜樓                             | 相連長型第1款 | 1989年   | 鴻運建築         |                                          |
| 葵青區   | 石籬（一）邨     | 石興樓                                    | 相連長型第3款 | 1989年   | 方永勝建築       |                                          |
| 葵青區   | 大窩口邨         | 富秀樓 富平樓                             | 相連長型L款   | 1988年   | 金門建築         |                                          |
| 葵青區   | 大窩口邨         | 富逸樓 富雅樓                             | 相連長型第1款 | 1988年   | 金門建築         |                                          |
| 葵青區   | 大窩口邨         | 富靜樓 富碧樓                             | 相連長型第1款 | 1989年   | 金門建築         |                                          |
| 葵青區   | 葵芳邨           | 葵智樓                                    | 相連長型第1款 | 1987年   | 順成建築         |                                          |
| 葵青區   | 葵芳邨           | 葵德樓                                    | 相連長型第1款 | 1991年   | 朱祥興建築       |                                          |
| 葵青區   | 葵芳邨           | 葵信樓                                    | 相連長型第3款 | 1991年   | 朱祥興建築       |                                          |
| 葵青區   | 葵芳邨           | 葵安樓                                    | 相連長型第3款 | 1990年   | 朱祥興建築       |                                          |
| 葵青區   | 葵興邨           | 興國樓 興逸樓                             | 相連長型第1款 | 1991年   | 朱祥興建築       |                                          |
| 葵青區   | 葵興邨           | 興福樓 興樂樓                             | 相連長型第1款 | 1992年   | 耀榮建築         |                                          |
| 葵青區   | 長安邨           | 安潤樓 安清樓                             | 相連長型第1款 | 1988年   | 瑞安建業         |                                          |

以斜體字顯示的屋邨名稱已納入租者置其屋計劃的屋邨
粗體字顯示的樓宇名稱設有小型單位（「劏房」）

## 曾規劃但最終沒有興建的相連長型大廈公共屋邨[1]
| 所屬地區 | 屋邨名稱         | 數量 | 現址用途                                                                       |
| -------- | ---------------- | ---- | ------------------------------------------------------------------------------ |
| 黃大仙區 | 黃大仙下（一）邨 | 5    | （同一屋邨） 改為興建5座和諧三型大廈（龍智樓、龍慧樓、龍和樓、龍禧樓及龍滿樓） |
| 黃大仙區 | 橫頭磡邨         | 13   | 改爲興建富強苑及四座和諧三型大廈（宏禮樓、宏耀樓、宏祖樓、宏偉樓）             |
| 黃大仙區 | 樂富邨           | 2    | （同一屋邨） 改爲興建四座和諧1A型大廈（樂翠樓、樂謙樓、樂民樓、樂泰樓）        |
| 東區     | 耀東邨           | 11   | （同一屋邨） 改爲興建和諧3B及3C型大廈及第一代靈活式校舍                        |
| 合計     | 合計             | 30   | -                                                                              |